# チャーリー・ヤン
チャーリー・ヤン（Charlie Yeung、楊 采妮、1974年5月23日 - ）は、台湾新北市出身の香港女優、歌手。父は上海人、母は台湾人。TVBアーティスト所属。

## 略歴
1992年に宝飾店のCMで注目され、翌年に歌手デビュー。同時に果たした映画デビューは、公開ではウォン・ジン（王晶）監督の『フューチャー・コップス』が先になったが、クランクインはウォン・カーウァイ監督の『楽園の瑕』が先だった。
その後もツイ・ハーク監督の『バタフライ・ラヴァーズ』『トワイライト・ランデブー』、ウォン・カーウァイ監督の『天使の涙』など、女優として順調にキャリアを積んでいた。
人気絶頂だった1997年にマレーシア華僑で弁護士の恋人・邱韶智（チウ・シャオヂー）とデザイン会社を立ち上げるため芸能界を電撃引退した。その後、倒産し多額の負債を抱え、2003年に同氏との破局を発表。
2004年にジャッキー・チェンの『香港国際警察/NEW POLICE STORY』で女優復帰した。2010年の『聖誕玫瑰』では監督デビューもしている（兼脚本）。しかし、同年頃から邱韶智との復縁が報じられ、2013年10月29日結婚を発表した。

## 出演

### 一般映画
1993年
- 『フューチャー・コップス』（原題：超級街頭霸王、英題：Future Cops） - 采妮 役
- 『楽園の瑕』（原題：東邪西毒、英題：Ashes of Time）
  - 『楽園の瑕 終極版』（原題：東邪西毒 終極版、2008年）……『楽園の瑕』の別編集バージョン

1994年
- 『1/2女子公寓』（英題：What Price Survival）
- 『獨臂刀之情』（英題：How Deep Is Your Love?）
- 『バタフライ・ラヴァーズ』（原題：梁祝、英題：The Lovers）

1995年
- 『トワイライト・ランデブー』（原題：花月佳期、英題：Love In The Time Of Twilight）
- 『危険な天使たち』（原題：新紮師兄追女仔）
- 『ハイリスク』（原題：鼠膽龍威、英題：High Risk）
- 『天使の涙』（原題：墮落天使、英題：Fallen Angels）
- 『冒険王』（英題：Dr.Wai in "The Scripture with No Words"）
- 『逃学戦警』（英題：Young Policemen In Love）

1997年
- 『女ともだち』（原題：自梳、英題：Intimates）※映画祭でのみ上映
- 『ダウンタウン・シャドー』（原題：神偷諜影、英題：Downtown Torpedoes）
- 『完全結婚手冊』（英題：The Wedding Days）
- 『熱血最強』（英題：Task Force）

2004年
- 『香港国際警察/NEW POLICE STORY』（原題：新警察故事） - 可頤 役

2005年
- 『セブンソード』（原題：七劍、英題：Seven Swords） - 武元美 役
- 『愛と死の間（はざま）で』（原題：再説一次我愛你、英題：All About Love）

2006年
- 『父子』（英題：After This Our Exile）

2008年
- 『バンコック・デンジャラス』
- 『西風烈』

2011年
- 『夢遊 スリープウォーカー』（原題：夢遊3D、英題：Sleepwalker）第24回東京国際映画祭で上映

2012年
- 『コールド・ウォー 香港警察 二つの正義』（原題：寒戰、英題：Cold War）
- 『浮城』（原題：浮城、英題：Floating City）

2015年
- 『カンフー・ジャングル』（原題：一個人的武林　英題：Kung Fu Jungle）

2016年
- 『コールド・ウォー 香港警察 堕ちた正義』（原題：寒戰 II　英題：Cold War II）

### アニメーション映画
- 1997年：『チャイニーズ・ゴースト・ストーリー スーシン』（原題：小倩、英題：A Chinese Ghost Story） - シウティ（小蝶） 役
- 1999年：『ターザン』（中国語吹き替え版）（原題：Tarzan）
- 2006年：『子ぎつねヘレン』（中国語吹き替え版） - 大河原律子 役

### テレビドラマ
- 1994年：TVB『愛情恋曲』

## 監督・脚本作品
- 2010年：『聖誕玫瑰』

## 楽曲

### アルバム
- 1993年：『愛的感覺』Feelings of Love
- 1994年：『初恋』First Love
- 1994年：『毋忘我』Forget Me Not
- 1995年：『笑著流淚』Smiling with Tears
- 1995年：『神話』Myth
- 1996年：『為所欲為』Whatever You Want
- 1996年：『懂不懂』Dig-it?
- 1997年：『采妮』Charlie
- 1997年：『離別之前』Before Leaving

## 出版
- 2002年：『自然美容物語』 ISBN 9629792931
- 2004年：『Charlie美麗手札』 ISBN 9572969846
- 2005年：『交換成長日記』（ジジ・リョンとの作品） ISBN 9889844591
- 2006年：『愛．說一聲』 ISBN 9889926911